# Fritz & Macziol Group
Fritz & Macziol (Eigenschreibweise FRITZ & MACZIOL) war ein deutscher IT-Dienstleister und Softwareanbieter mit dem Hauptsitz in Ulm. Das Unternehmen beschäftigte weltweit über 1000 Mitarbeiter. Zum 1. Januar 2017 wurde das Unternehmen, das 2015 von der französischen Vinci Gruppe übernommen worden war, in Axians IT Solutions GmbH umbenannt.

## Geschichte
Die Fritz & Macziol Software und Computervertrieb GmbH wurde 1987 in Ulm durch Heribert Fritz, Peter Wild, Eberhard und Volker Macziol mit gleichen Anteilen gegründet. Im selben Jahr ging die Fritz & Macziol eine Partnerschaft mit IBM ein. Im Lauf der Jahre wurden eigene Softwareprodukte entwickelt. Parallel erfolgte die Gründung der Schwestergesellschaft Infoma Software Consulting GmbH (Eigenschreibweise INFOMA), die sich zunächst auf das Geschäft mittlerer bis großer Rechner, später aber auf Verwaltungen und Unternehmen im öffentlichen Bereich fokussierte.
Das Jahr 2001 begann mit der Gründung der ersten Geschäftsstellen und der Entwicklung in die Fläche, der später die Internationalisierung folgte. Gleichzeitig wurde der Stammsitz in Ulm aus- und das erste eigene Rechenzentrum aufgebaut. Dabei wuchs im Durchschnitt der Umsatz in den ersten 20 Jahren um 31 Prozent pro Jahr, die Mitarbeiterzahl jeweils um rund 21 Prozent.
2014 geriet die schweizerische Niederlassung von Fritz & Macziol – die Fritz & Macziol (Schweiz) AG – in die Schlagzeilen, als bekannt wurde, dass ein Mitarbeiter des Staatssekretariats für Wirtschaft (SECO) von ihr Geschenke (unter anderem VIP-Fussballtickets für 60'000 Franken) entgegennahm und ihr im Gegenzug Staatsaufträge ohne korrekte Ausschreibung vergab. Im selben Jahr wurde die Anzahl Stellen in der Niederlassung von 45 auf 20 reduziert. 2012 verfügte sie noch über 60 Angestellte. Zudem wurde die Gruppe im Rahmen der Abstoßung des gesamten ICT-Bereichs von Imtech an den französischen Vinci-Konzern verkauft.
Im Rahmen der Übernahme durch VINCI wurden die Fritz & Macziol Software und Computervertrieb GmbH, die Infoma GmbH und die Information Technology & Trust AG in die Sparte VINCI Energies unter der ICT-Marke Axians eingegliedert. 2016 folgte die Umfirmierung der Gesellschaften in Axians IT Solutions GmbH, Axians Infoma GmbH und Axians IT&T AG.
Große Bekanntheit erlangte das Unternehmen durch sein System zur Absicherung und Sicherstellung von Versandautomationen für die Schüttgutindustrien. Das VAS (Versand-Automations- und Absicherungssystem), welches auf einer Java-Plattform basierte und anfangs noch eine eher verspielte Oberfläche zeigte, wurde im Laufe der Jahre weltweit von großen Unternehmen wie Lafarge oder Schwenk Zement eingesetzt. Zwischen 2005 und 2010 fanden zahlreiche Installationen in Asien oder den Emiraten statt. Das System wurde nach der Übernahme durch den Vinci-Konzern in den eigenen Unternehmenszweig Axians IAS integriert und erlangt weiter weltweite Erfolge.

## Firmenstruktur
Zur Fritz & Macziol Group gehörten die Unternehmen Fritz & Macziol Software & Computervertrieb GmbH, FRITZ & MACZIOL Asia, Inc., Infoma Software Consulting GmbH sowie die Tochtergesellschaft Information Technology & Trust AG (IT&T). Die Gruppe selbst gehörte dem französischen Vinci-Konzern.